# Edward Mecha
Edward Mecha (ur. 31 stycznia 1938 w Szopienicach, zm. 16 kwietnia 2013) – polski doktor nauk ekonomicznych, magister inżynier geodezji, prezydent Katowic w latach 1981-1984. Zasłużony członek Stowarzyszenia Geodetów Polskich, wieloletni Prezes Stowarzyszenia Użytkowników Krajowego Systemu Informacji o Terenie "GISPOL".
W 1961 roku ukończył studia na Wydziale Geodezji i Kartografii Politechniki Warszawskiej. Po studiach rozpoczął pracę w Wojewódzkim Przedsiębiorstwie Geodezyjnym Gospodarki Komunalnej w Katowicach, gdzie był kierownikiem zespołu polowego. W latach 1965–1973 był Geodetą Województwa w Urzędzie Wojewódzkim w Katowicach, w od 1973 do 1979 roku zastępcą dyrektora w Wojewódzkim Zjednoczeniu Gospodarki Komunalnej i Mieszkaniowej w Katowicach, a w latach 1979–1981 dyrektorem Przygotowania Inwestycji w Wojewódzkim Zarządzie Rozbudowy Miast i Osiedli Wiejskich w Katowicach.
Ukończył Wyższą Szkołę Ekonomiczną w Katowicach, a w roku 1981 obronił pracę doktorską w Szkole Głównej Planowania i Statystyki w Warszawie. Od 1981 do 1984 roku pełnił funkcję Prezydenta Katowic. W latach 1984–1990 był dyrektorem Wydziału Geodezji i Gospodarki Gruntami w Urzędzie Wojewódzkim w Katowicach, następnie od 1991 do 2003 roku prezesem GEOBID sp. z o.o. w Katowicach, a w latach 1996–2008 prezesem Stowarzyszenia "GISPOL".
Był autorem cotygodniowych komentarzy na stronie internetowej Stowarzyszenia "GISPOL".